# 查尔斯·索耶斯
查尔斯·L·索耶斯（1959年1月26日—），霍华德·休斯医学研究所研究员、紀念斯隆-凱特琳癌症中心的医学家。他的实验工作在对癌症作分子定位的药物取得成功的基础上聚焦于发展新一代的治疗方案。